# Stazione di Capolona
La stazione di Capolona è la stazione ferroviaria di Capolona, in provincia di Arezzo. Si trova lungo la ferrovia Arezzo-Stia, gestita da La Ferroviaria Italiana (LFI).